# Andalusit
Andalusit là khoáng vật silicat đảo chứa nhôm có công thức hóa học là Al2SiO5. Một biến thể rõ ràng được tìm thấy đầu tiên ở Andalusia, Tây Ban Nha có thể cắt ra để làm đá quý. Đá andalusit được mài tạo màu đỏ, xanh và vàng mặc dù các màu là kết quả của sự đa sắc mạnh bất thường.
Nó cùng với diệp thanh mica làm tăng làm lượng kiềm trong các sản phẩm biến chất cuối cùng vì vậy nó không có giá trị kinh tế khi khai thác.

## Phân bố
Andalusit là khoáng vật phổ biến trong các quá trình biến chất khu vực, được tạo thành trong điều kiện áp suất thấp và nhiệt độ trung bình đến cao. Các khoáng vật kyanit và sillimanit là các dạng thù hình của andalusit, các khoáng vật này xuất hiện trong các cơ chế  nhiệt và áp suất khác nhau và hiếm khi chúng xuất hiện cùng nhau trong cùng một loại đá. Do đó 3 khoáng vật này là công cụ hữu ích trong việc xác định yếu tố nhiệt - áp suất mà đá chứa nó trải qua quá trình biến chất. Andalusit được phát hiện đầu tiên tại Andalucia, Tây Ban Nha vào năm 1789.

## Khoáng vật liên quan
- Kyanit
- Sillimanit
- Chiastolit